# Úrvalsdeild Karla 1922
La Úrvalsdeild Karla 1922 fue la 11.ª edición del campeonato de fútbol islandés. El campeón fue el Fram, que ganó su octavo título.

## Tabla de posiciones
| Pos. | Equipo          | Pts | PJ | PG | PE | PP | GF | GC | DG |
| ---- | --------------- | --- | -- | -- | -- | -- | -- | -- | -- |
| 1.   | Fram Reykjavik  | 4   | 2  | 2  | 0  | 0  | 7  | 0  | +7 |
| 2.   | Valur Reykjavík | 2   | 2  | 1  | 0  | 1  | 1  | 1  | 0  |
| 3.   | KR Reykjavik    | 1   | 2  | 0  | 1  | 1  | 1  | 8  | -7 |
| 4.   | Víkingur        | 1   | 2  | 0  | 1  | 1  | 1  | 8  | -7 |

Pts = Puntos; PJ = Partidos jugados; PG = Partidos ganados; PE = Partidos empatados; PP = Partidos perdidos; GF = Goles a favor; GC = Goles en contra; DG = Diferencia de gol